# Saint-Jean-la-Vêtre
Saint-Jean-la-Vêtre este o comună în departamentul Loire din sud-estul Franței. În 2009 avea o populație de 344 de locuitori.

## Evoluția populației
| An        | 1975 | 1982 | 1990 | 1999 | 2006 | 2009 |
| --------- | ---- | ---- | ---- | ---- | ---- | ---- |
| Populație | 405  | 381  | 338  | 387  | 356  | 344  |